# Olympische Sommerspiele 2012/Teilnehmer (Dschibuti)
| Gelbes Symbol für Goldmedaillen mit stilisierten Olympischen Ringen | Graues Symbol für Silbermedaillen mit stilisierten Olympischen Ringen | Braundes Symbol für Bronzemedaillen mit stilisierten Olympischen Ringen |
| ------------------------------------------------------------------- | --------------------------------------------------------------------- | ----------------------------------------------------------------------- |
| —                                                                   | —                                                                     | —                                                                       |

Dschibuti nahm in London an den Olympischen Spielen 2012 teil. Es war die insgesamt siebte Teilnahme an Olympischen Sommerspielen. Das Comité National Olympique Djiboutien nominierte sechs Athleten in vier Sportarten.
Fahnenträgerin bei der Eröffnungsfeier war die Leichtathletin Zourah Ali.

## Teilnehmer nach Sportarten

### Judo
| Athleten     | Wettbewerb       | 1. Runde | 1. Runde | Achtelfinale     | Achtelfinale | Viertelfinale | Viertelfinale | Hoffnungsrunde Halbfinale | Hoffnungsrunde Halbfinale | Halbfinale    | Halbfinale    | Hoffnungsrunde Finale | Hoffnungsrunde Finale | Finale        | Finale        | Rang |
| Athleten     | Wettbewerb       | Gegner   | Ergebnis | Gegner           | Ergebnis     | Gegner        | Ergebnis      | Gegner                    | Ergebnis                  | Gegner        | Ergebnis      | Gegner                | Ergebnis              | Gegner        | Ergebnis      | Rang |
| ------------ | ---------------- | -------- | -------- | ---------------- | ------------ | ------------- | ------------- | ------------------------- | ------------------------- | ------------- | ------------- | --------------------- | --------------------- | ------------- | ------------- | ---- |
| Frauen       |                  |          |          |                  |              |               |               |                           |                           |               |               |                       |                       |               |               |      |
| Sally Raguib | Klasse bis 57 kg | -        | -        | Corina Căprioriu | 000 - 100    | ausgeschieden | ausgeschieden | ausgeschieden             | ausgeschieden             | ausgeschieden | ausgeschieden | ausgeschieden         | ausgeschieden         | ausgeschieden | ausgeschieden | DSQ  |

### Leichtathletik
Laufen und Gehen
| Athleten          | Wettbewerb | Vorlauf      | Vorlauf | Halbfinale    | Halbfinale    | Finale        | Finale        | Rang |
| Athleten          | Wettbewerb | Zeit         | Rang    | Zeit          | Rang          | Zeit          | Rang          | Rang |
| ----------------- | ---------- | ------------ | ------- | ------------- | ------------- | ------------- | ------------- | ---- |
| Männer            |            |              |         |               |               |               |               |      |
| Ayanleh Souleiman | 1500 m     | DNS          | DNS     | DNS           | DNS           | DNS           | DNS           | –    |
| Mumin Gala        | 5000 m     | 13:21,21 min | 10      | –             | –             | 13:50,26 min  | 13            | 13   |
| Frauen            |            |              |         |               |               |               |               |      |
| Zourah Ali        | 400 m      | 1:05,37 min  | 7       | ausgeschieden | ausgeschieden | ausgeschieden | ausgeschieden | 44   |

### Schwimmen
| Athleten          | Wettbewerb    | Vorlauf | Vorlauf | Halbfinale    | Halbfinale    | Finale        | Finale        | Rang |
| Athleten          | Wettbewerb    | Zeit    | Rang    | Zeit          | Rang          | Zeit          | Rang          | Rang |
| ----------------- | ------------- | ------- | ------- | ------------- | ------------- | ------------- | ------------- | ---- |
| Männer            |               |         |         |               |               |               |               |      |
| Abdourahman Osman | 50 m Freistil | 27,25 s | 49      | ausgeschieden | ausgeschieden | ausgeschieden | ausgeschieden | 49   |

### Tischtennis
| Athleten            | Wettbewerb | 1. Runde          | 1. Runde | 2. Runde      | 2. Runde      | 3. Runde      | 3. Runde      | 4. Runde      | 4. Runde      | Viertelfinale | Viertelfinale | Halbfinale    | Halbfinale    | Finale        | Finale        |
| Athleten            | Wettbewerb | Gegner            | Ergebnis | Gegner        | Ergebnis      | Gegner        | Ergebnis      | Gegner        | Ergebnis      | Gegner        | Ergebnis      | Gegner        | Ergebnis      | Gegner        | Ergebnis      |
| ------------------- | ---------- | ----------------- | -------- | ------------- | ------------- | ------------- | ------------- | ------------- | ------------- | ------------- | ------------- | ------------- | ------------- | ------------- | ------------- |
| Frauen              |            |                   |          |               |               |               |               |               |               |               |               |               |               |               |               |
| Yasmin Farah Hassan | Einzel     | Caroline Kumahara | 0:4      | ausgeschieden | ausgeschieden | ausgeschieden | ausgeschieden | ausgeschieden | ausgeschieden | ausgeschieden | ausgeschieden | ausgeschieden | ausgeschieden | ausgeschieden | ausgeschieden |